# Поділ здобичі

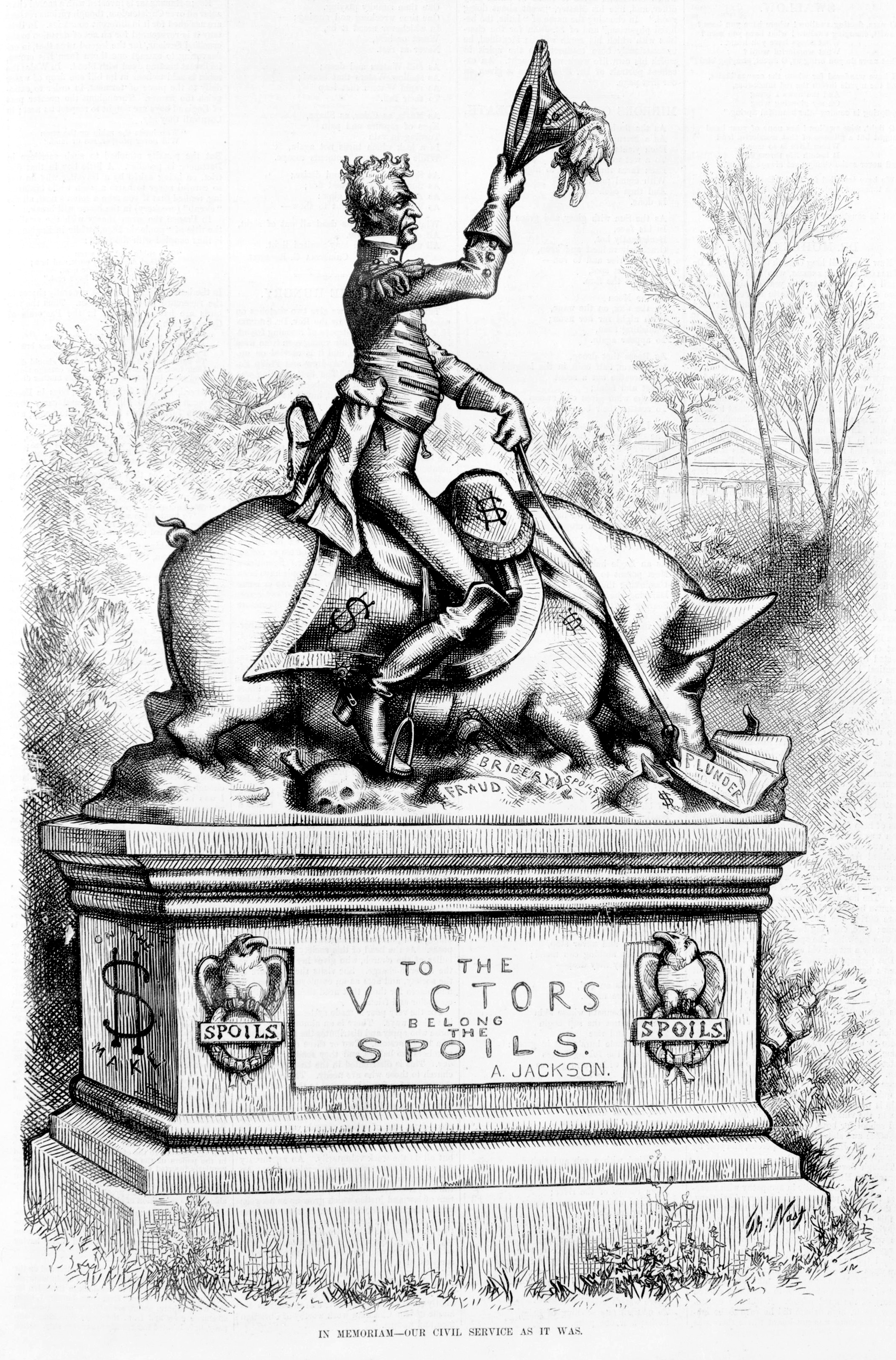
In memoriam — наша цивільна служба як вона є, — американська політична карикатура Томаса Наста яка зображає алегоричну статую президента США Ендрю Джексона верхи на свині з написом: «шахрайство», «хабарництво», і «здобіч», які їсть «грабіж».Harper's Weekly, 28 квітня 1877, С. 325.

Система поділу здобичі (англ. spoils system) (також відома як система патронажу) — практика надання посад та привілеїв прихильникам політичної партії, що перемогла, за послуги зроблені їй особою, групою осіб чи організацією під час виборів яка має на меті віддячити їм за прикладені під час виборів зусилля і зберегти їх прихильність і прагнення працювати на політичну силу після виборів. Її наслідком є набір і просування державних, зокрема урядових, службовців з оточення певної партії — її членів та прихильників. При такій практиці посадовцями стають виключно особи, знайомі з представниками правлячої політичної еліти і пов'язані з нею та між собою круговою порукою. Протилежність до системи заслуг, при якій посади здобуваються особою на основі певних заслуг, незалежно від її політичних активності та симпатій.
Застосування цього принципу супроводжується зміною всіх державних чиновників. Допомагає партії-переможниці повністю контролювати владу на всіх її щаблях.
Система поділу здобичі відома домодерним суспільствам, у яких існував патримоніальний чиновницький апарат, формований фаворитом правителя з представників свого клану. Зокрема це було характерно у конфуціанських Китаї і Кореї.
Автор терміна — сенатор США і губернатор штату Нью-Йорк Вільям Л. Марсі, який, захищаючи рішення президента США Ендрю Джексона про призначення Мартіна ван Бюрена на дипломатичну посаду, в 1832 році заявив, що: «немає нічого помилкового в правилі, що переможцю належить здобич (spoils of the enemy)».
Перші шість президентів США не практикували розподіл здобичі. Причиною цього був високий рівень децентралізації влади у ранніх США і обмеженість владних повноважень федерального уряду. Як наслідок, глава держави не міг призначати ніяких посадовців окрім власних секретарів (державні секретарі), дипломатів і поштарів — службовців єдиного постійного федерального відомства, яке існувало на той час.
Ендрю Джексон був першим президентом, який скористався своїм правом розставляти кадри на федеральні посади «розплатившись» із своїми прихильниками за підтримку через своє рішення про зміну всіх поштарів на території США.
Саме завдяки цьому президенту описаний спосіб розподілу посад набув системного характеру і найбільшої відомості у США ХІХ-го ст. Після нього ця практика поширилась на всі федеральні установи які створювались за наступних президентів.
При Е. Джексоні призначення вірних йому людей на адміністративні посади в державному апараті відбилося в гаслі «Здобич належить переможцю». Після свого обрання Джексон надав значну кількість посад журналістам, що його підтримали: «З якого дива цей клас громадян повинен бути позбавлений можливості обіймати посади, що прагнуть зайняти інші, аж ніяк не володіючи відповідною кваліфікацією або патріотичними настроями?»
Спічрайтер президента А. Кендалл стверджував, що політик повинен дотримуватися моралі «хто не з нами, той проти нас». У посланні Конгресу 1829 року Джексон запевняв, що обов'язки чиновників настільки прості, що впоратися з ними може будь-хто, тому ротація в державному апараті є демократичним принципом, і до того ж вона допоможе впоратися з корупцією. Ідея ротації дуже імпонувала демократично налаштованій громадській думці. Джексон змінював і перетасовував міністрів, держсекретарів і генеральних прокурорів. Судові вакансії політик також заповнював своїми прихильниками.
У США розподіл здобичі проіснував до реформи державної (публічної) служби здійсненої у 1883 р. Вона відбулась внаслідок прийняття Конгресом США Закону про Цивільну службу (Акту Пендлтона). Підставою для стало політичне вбивство. Адвокат і проповідник Шарль Гіто вбив двадцятого президента США Джеймса Гарфілда через те, що останній відмовився призначити його на дипломатичну посаду у Франції як непідхожу особу, зокрема як таку, що провалила вступні екзамени до вишу.